# Angyalföld

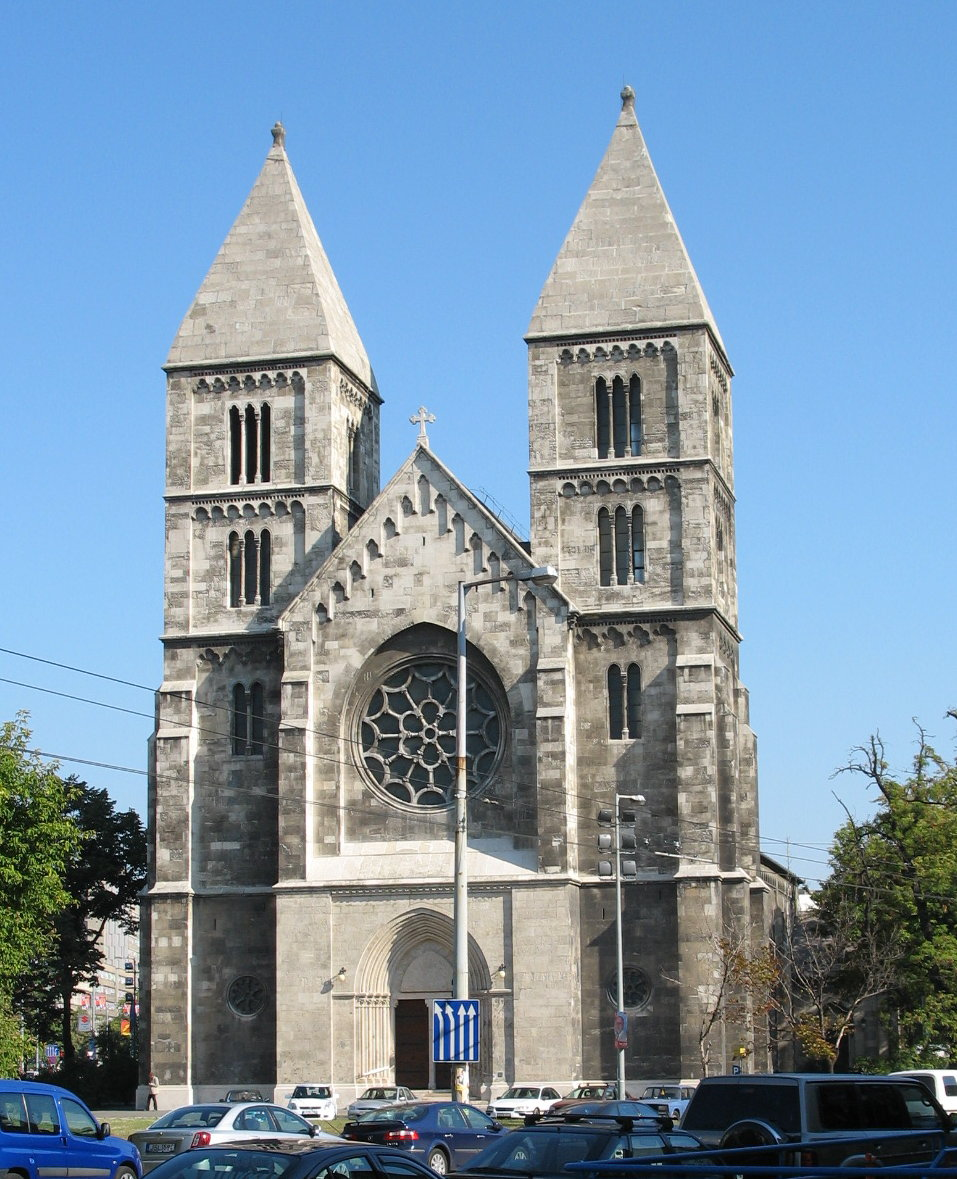
Iglesia

Angyalföld (en alemán: Engelsfeld; literalmente: "Tierra del Ángel") es un barrio de Budapest, Hungría. Administrativamente, pertenece al 13.º distrito. La zona, tradicionalmente de clase trabajadora, ha atravesado un proceso de gentrificación debido al boom de construcción de oficinas producido en la década de los 90. 

## Ubicación
Angyalföld se encuentra en la parte norte de Pest, entre el Danubio y las líneas de ferrocarril.
Los límites de Angyalföld son: la línea de ferrocarril del Danubio - Új Palotai út - Dugonics utca - Madridi utca - Szent László út - Kámfor utca - Tatai utca - Szegedi út - la línea de tren hacia Vác - Bulcsu utca - Lehel utca - Lehel tér (flancos este y oeste) - Váci út - Meder utca - el Danubio hasta la línea de ferrocarril. 

## Nombre
El nombre alemán original de la zona, Engelsfeld aparece mencionado por primera vez en la década de 1830. El nombre Engl puede ser localizado en el registro de población de los suburbios de Terézváros, realizado durante el censo de la década de 1770. En dicho registro, Stefan Engl aparece mencionado como un viejo propietario de viñedos. Puesto que sus tierras quizá fueran llamadas Engelsfeld, el nombre Angyalföld podría tratarse de su traducción directa. En origen el topónimo poseía un significado más restringido, puesto que los nombres de tres zonas más pequeñas (Erdőtelkek, Felsőbikarét, Lőportárdűlő) cayeron en desuso tras 1990, pasando a ser integradas en Angyalföld.
- Datos: Q716098
- Multimedia: Angyalföld / Q716098